# Daylon Claasen
Daylon Claasen (* 28. Januar 1990 in Klerksdorp) ist ein südafrikanischer Fußballspieler.

## Karriere

### Vereine
Seine Jugend verbrachte Claasen bei den südafrikanischen Vereinen Leicester City Klerksdorp, Vasco da Gama und Ajax Cape Town. Nach einigen Profieinsätzen bei Ajax Cape Town wechselte er 2008 zu Ajax Amsterdam.
2010 ging er zum belgischen Erstligisten Lierse SK. Ab 2013 spielte er für Lech Posen.
Im Juni 2014 wechselte Claasen zum TSV 1860 München und unterschrieb einen Drei-Jahres-Vertrag. Nach dem Abstieg des TSV in der Saison 2016/17 verließ er den Verein nach drei Jahren.
Den Südafrikaner führte es zurück in seine Heimat. Er heuerte dort im Juni 2017 beim Meister Bidvest Wits FC an. Im Jahr 2019 wechselte er innerhalb der Liga zu Maritzburg United.

### Nationalmannschaft
Bei der U-20-Fußball-Weltmeisterschaft 2009 in Ägypten bestritt Claasen vier Spiele für die Auswahl von Südafrika. Für die südafrikanische A-Nationalmannschaft spielte er bisher elfmal.